# As Burgas
As Burgas são fontes de águas termais localizadas na cidade de Ourense, na Galiza. Delas brotam águas termais a uma temperatura entre 64 e 68 °C, com um caudal de 300 litros por minuto. Estas águas podem ser aplicadas a diversos tipos de doenças da pele.
A composição da água das Burgas, segundo a análise feita pelos doutores Souto e Bermejo em 1990, é a seguinte:
```
-pH.................... 7,56 
-Resíduo seco.......... 649,2 mg/l 
-Lítio................. 1,14  mg/l 
-Sódio................. 102,2 mg/l 
-Potássio.............. 8,15  mg/l 
-Rubídio............... 0,16  mg/l 
-Césio................. 0,11  mg/l 
-Cálcio................ 11,2  mg/l 
-Magnésio.............. 0,69  mg/l 
-Boro.................. 1,24  mg/l 
-Cloreto............... 25,0  mg/l 
-Fluoreto.............. 13,49 mg/l 
-Bicarbonato........... 462   mg/l 
-Nitrato............... 0,33  mg/l 
-Silício................ 71,8  mg/l 

```

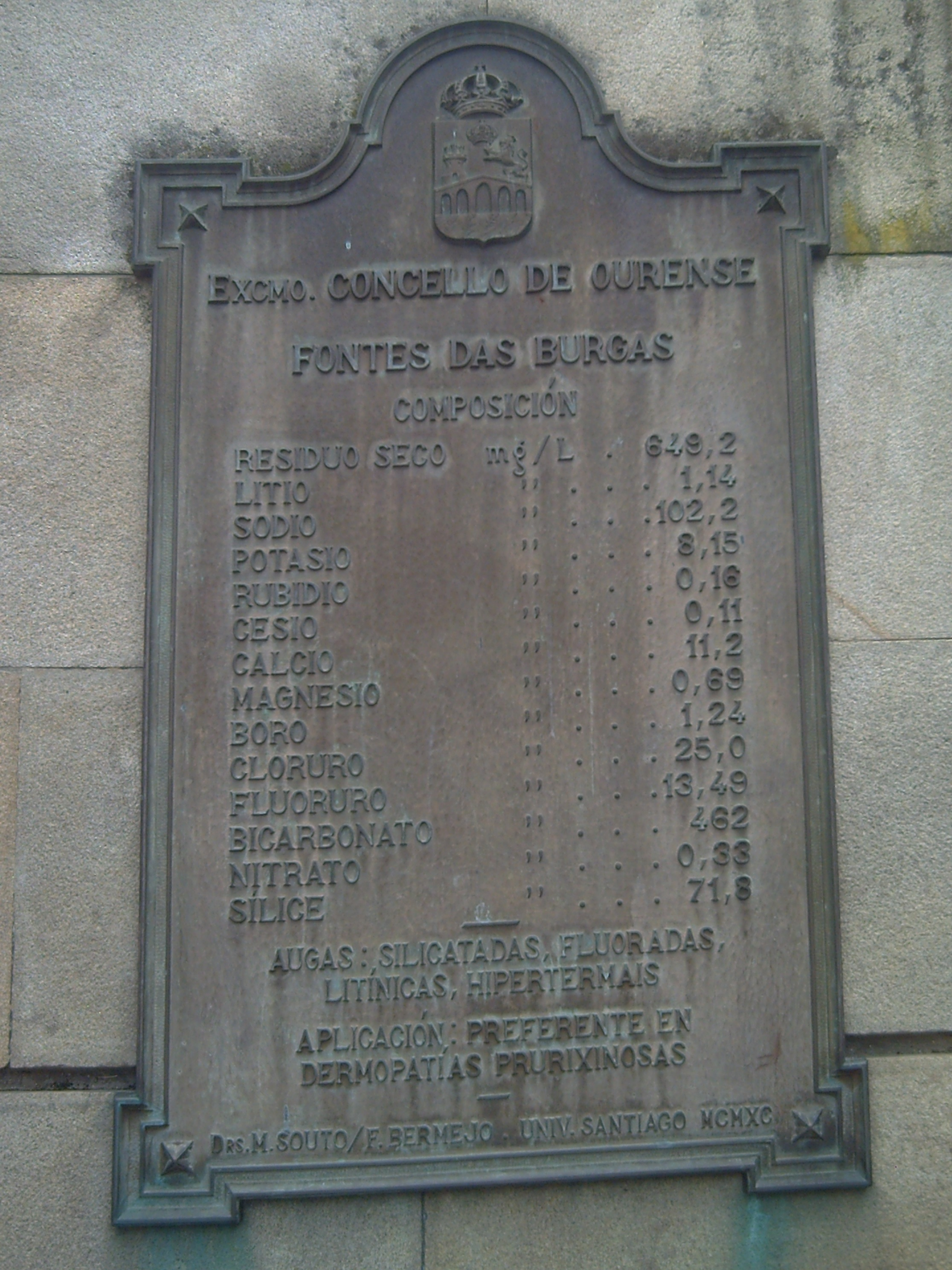
Composição química das águas das Burgas

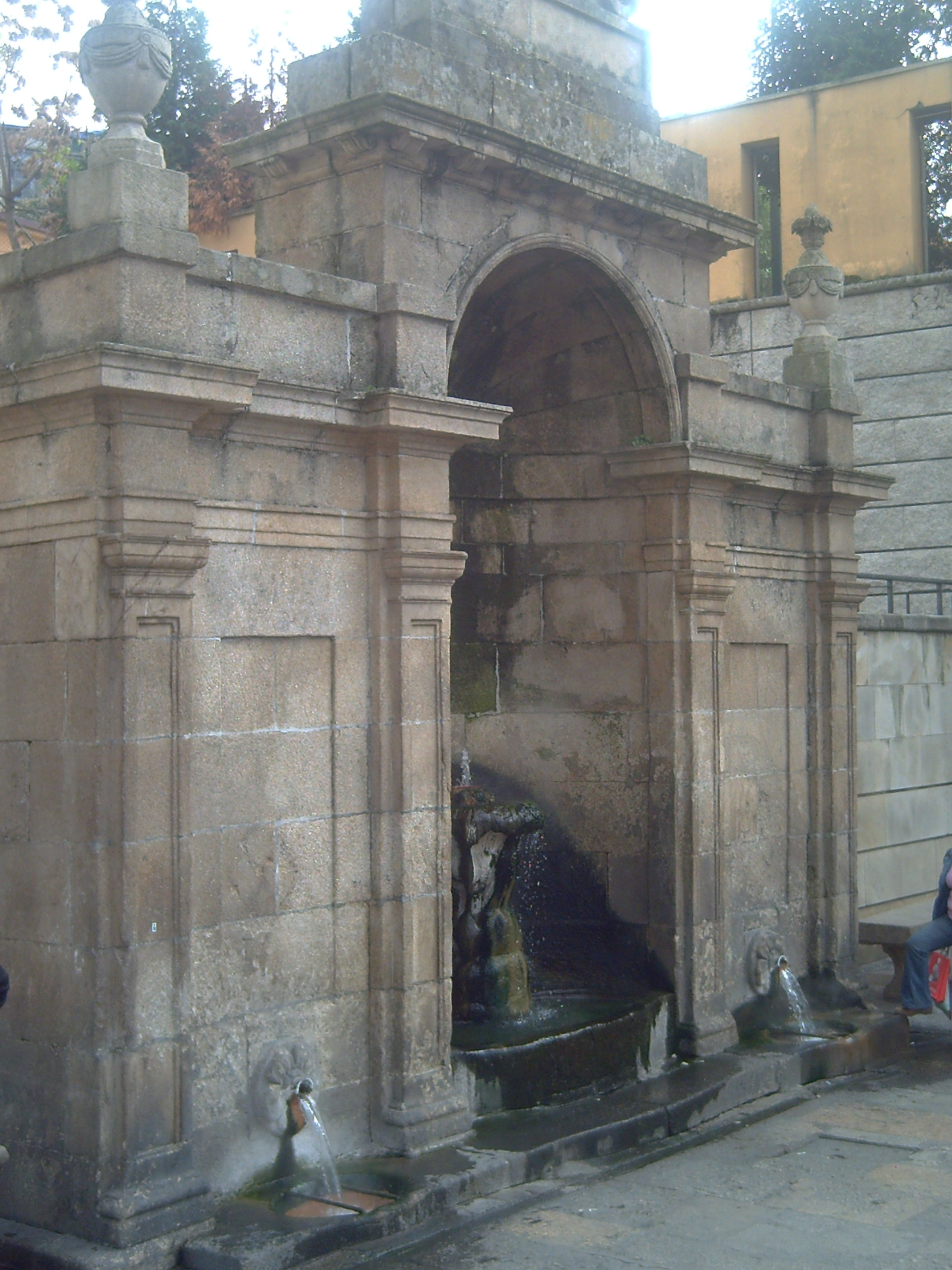
Vista lateral de Burga de Baixo

A origem do nome das Burgas não é clara. Para alguns autores, pode derivar do celta "beru", que quer dizer quente. Mas a etimologia mais aceite é que provém do latim "burca", pia, em alusão aos banhos romanos.
São três os mananciais: a Burga de Cima, a mais antiga, de estilo popular e pertencente ao século XVII, a Burga do Meio, colada ao muro e de estilo moderno, e a Burga de Baixo, de estilo neoclássico, do século XIX, com dois canos laterais e uma pia lavrada no centro com outro cano. 
Também se pode observar neste conjunto a réplica dos quatro altares romanos que se encontram na cidade, tendo sido o primeiro deles, em honra das ninfas dessas águas, oferendado por Calpurnia Abana Aeboso, que é o primeiro nome conhecido de um habitante da cidade de Ourense. 
Estes mananciais foram declarados "Conjunto histórico artístico" no ano de 1975.
A sua origem não é clara. Uma lenda conta que nascem debaixo da capela do Santo Cristo, na catedral. Outra diz que são causadas por um vulcão em repouso, que se encontra na base do Monte Alegre e que a qualquer momento poderá voltar a entrar em erupção.
Em conjunto com a catedral e com a ponte romana, é um dos símbolos da cidade de Ourense, também chamada "Cidade das Burgas".
No início de 2005, em virtude de escavações não autorizadas associadas à construção de um novo balneário, foi perfurado um dos poços que alimentam as Burgas, perdendo-se 40 % do manancial e secando um dos canos principais das fontes por onde jorram as águas.

## Curiosidades
Antigamente, as camponesas usavam a fonte para escaldar as galinhas, para as poderem depenar mais facilmente.

## Galeria de imagens

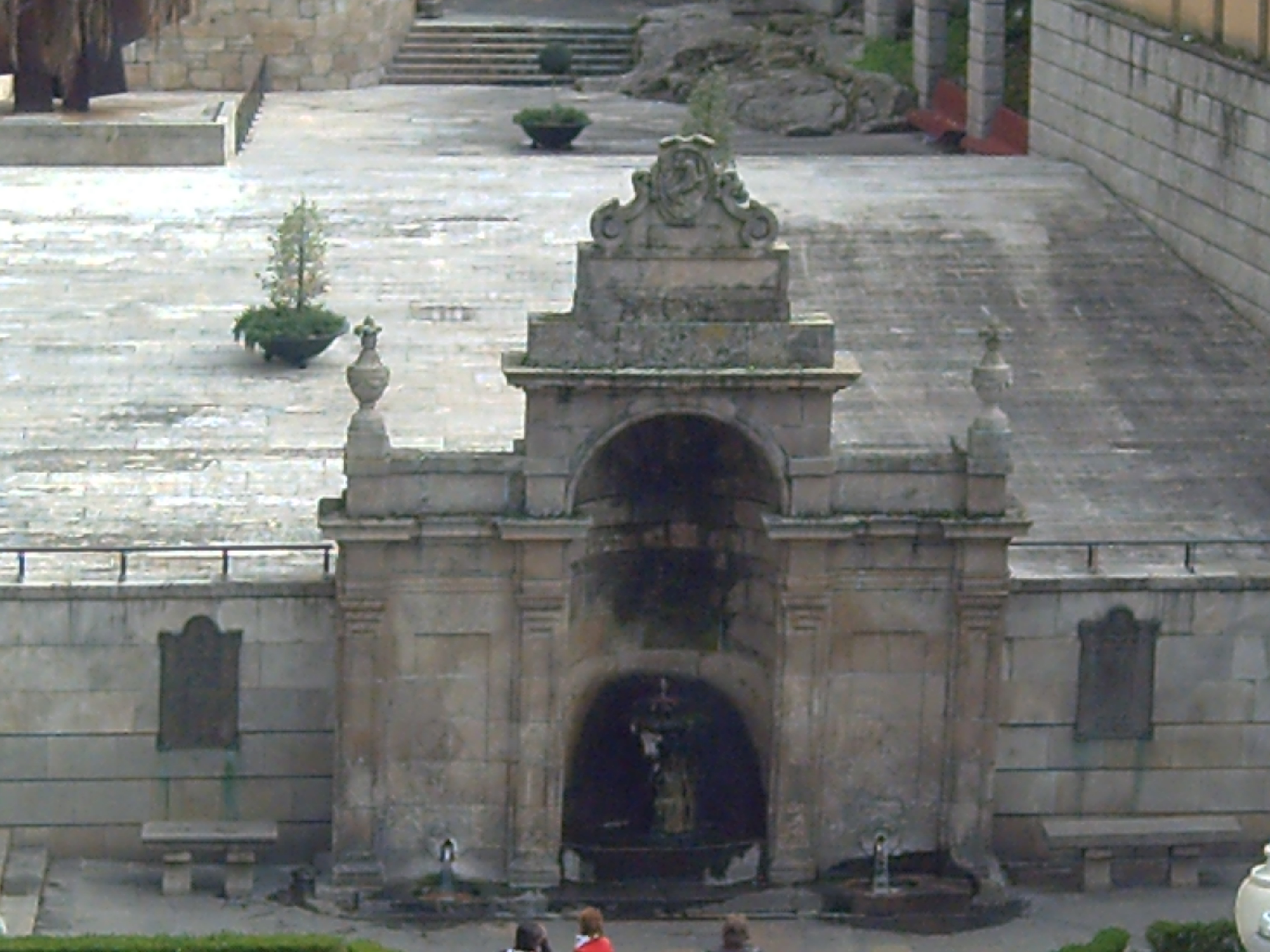
Burga de Baixo
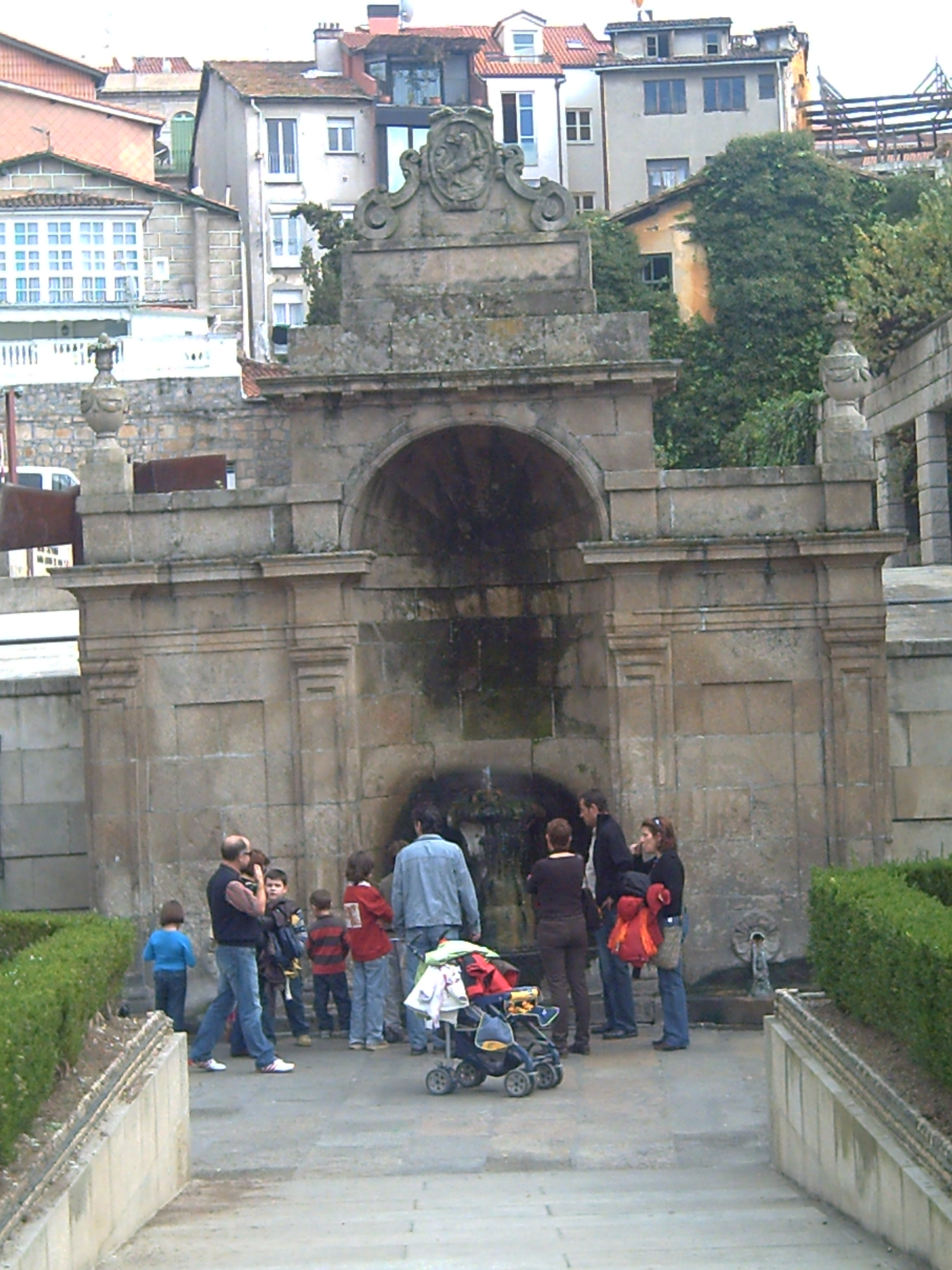
Burga de Baixo
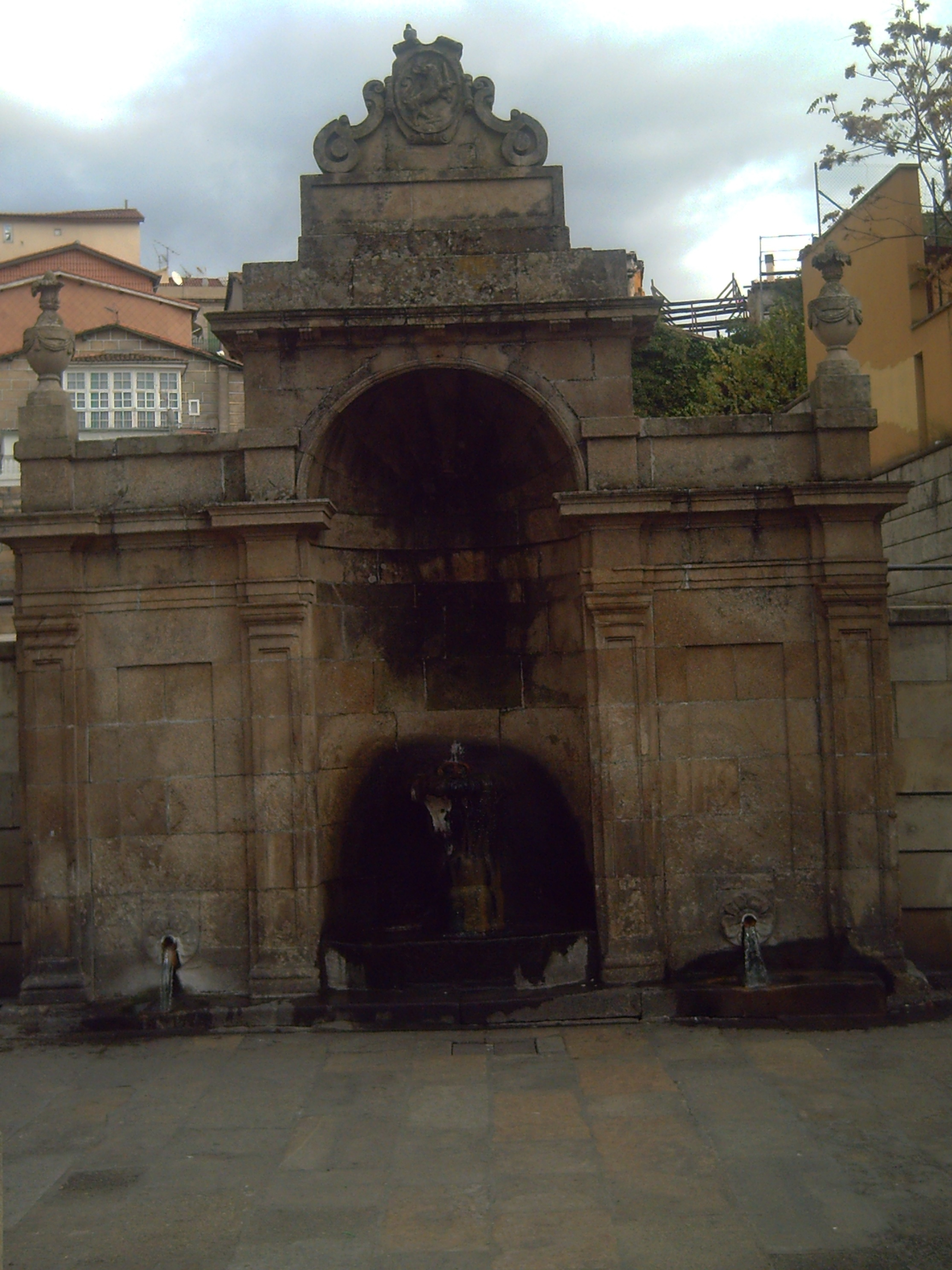
Burga de Baixo
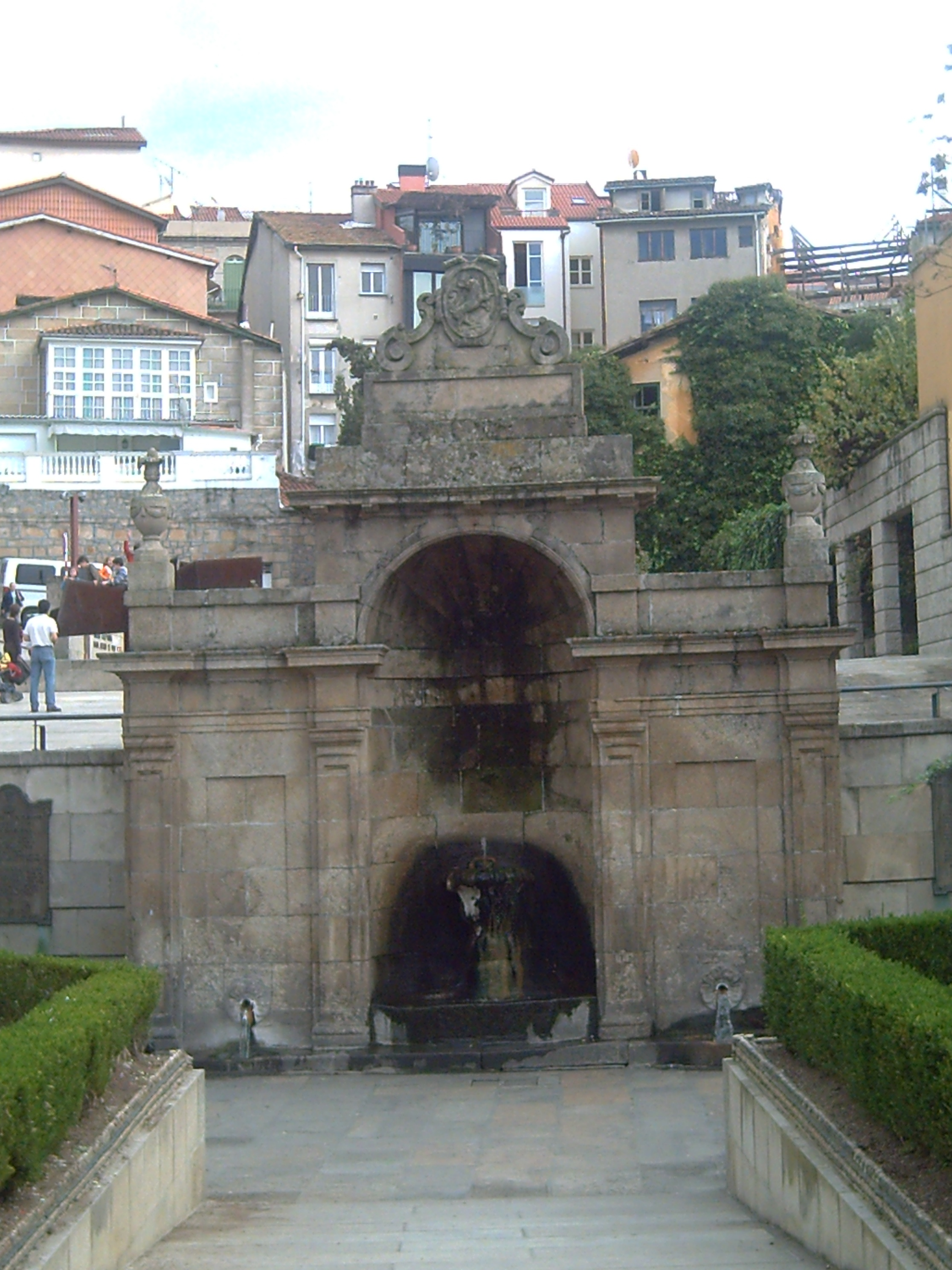
Burga de Baixo
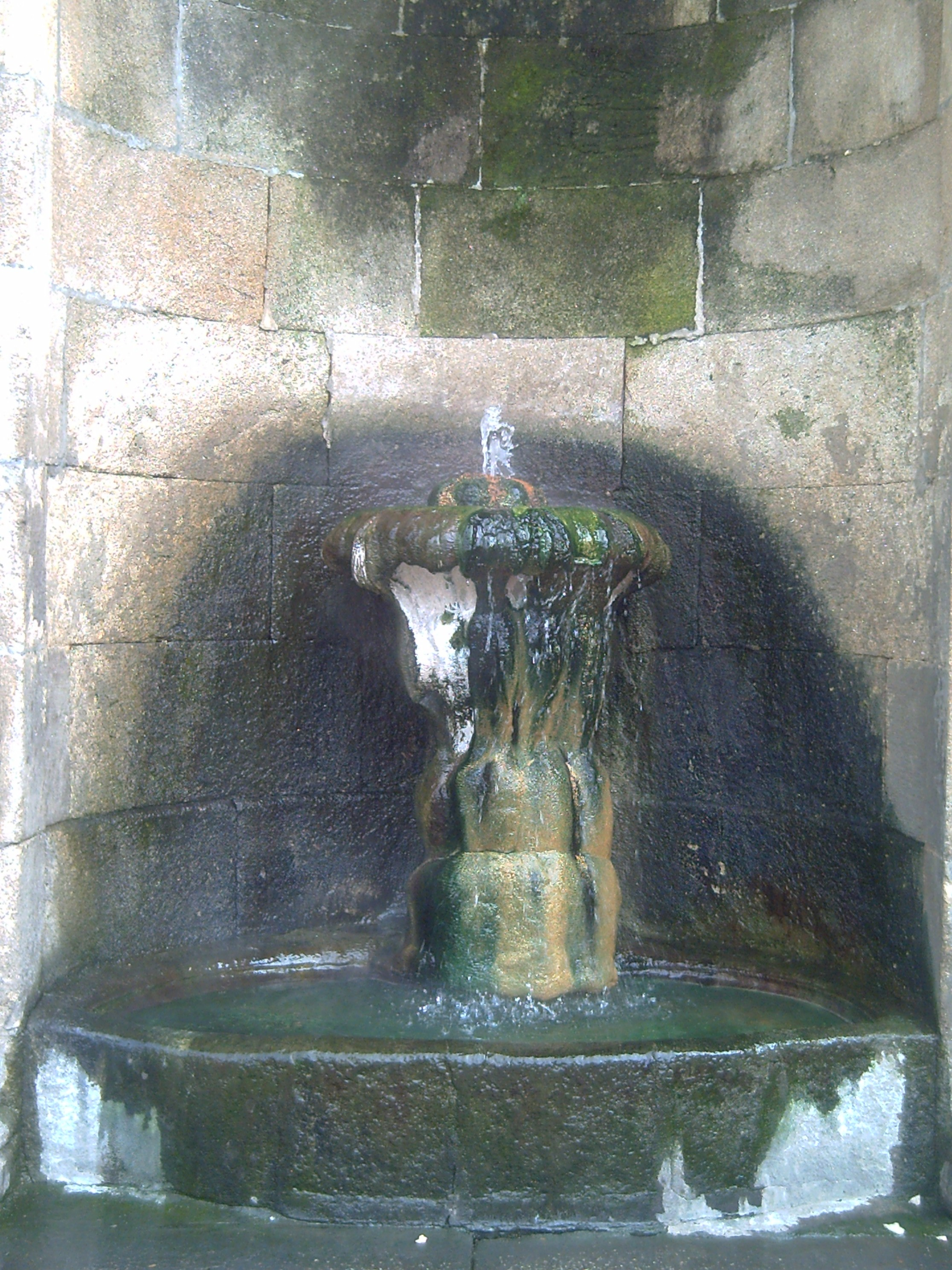
Fonte principal da Burga de Baixo
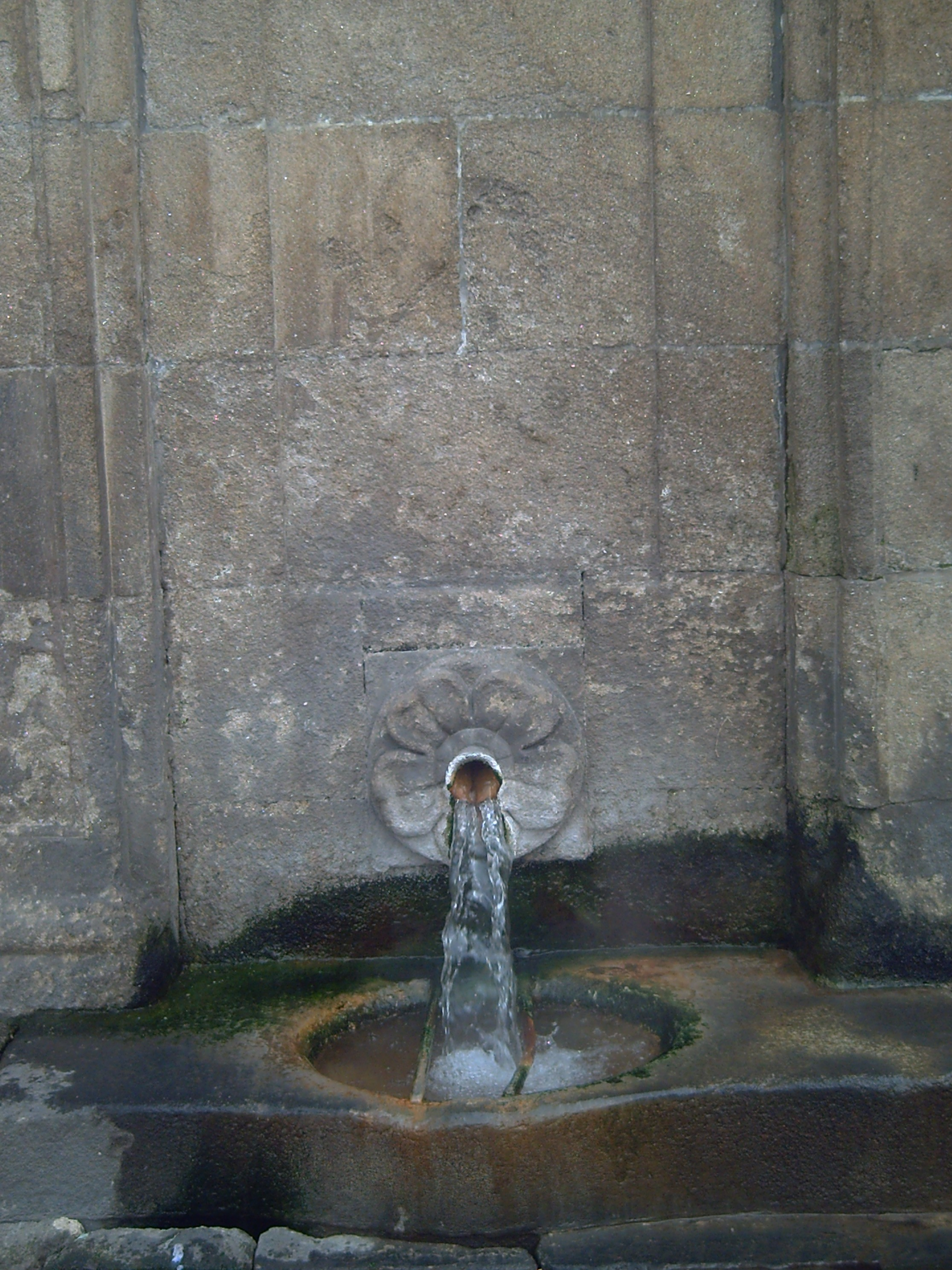
Cano lateral da Burga de Baixo
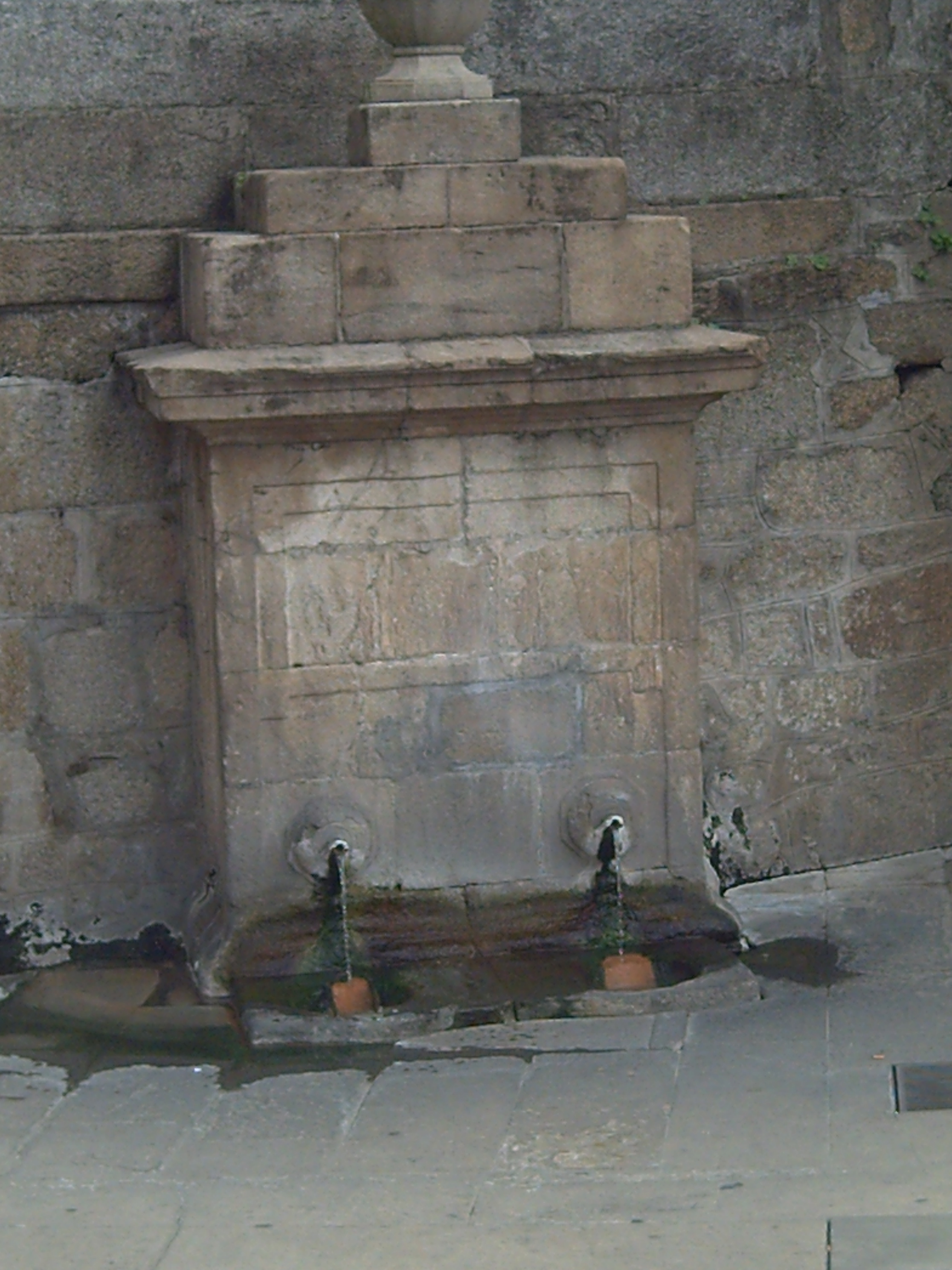
Burga de Cima
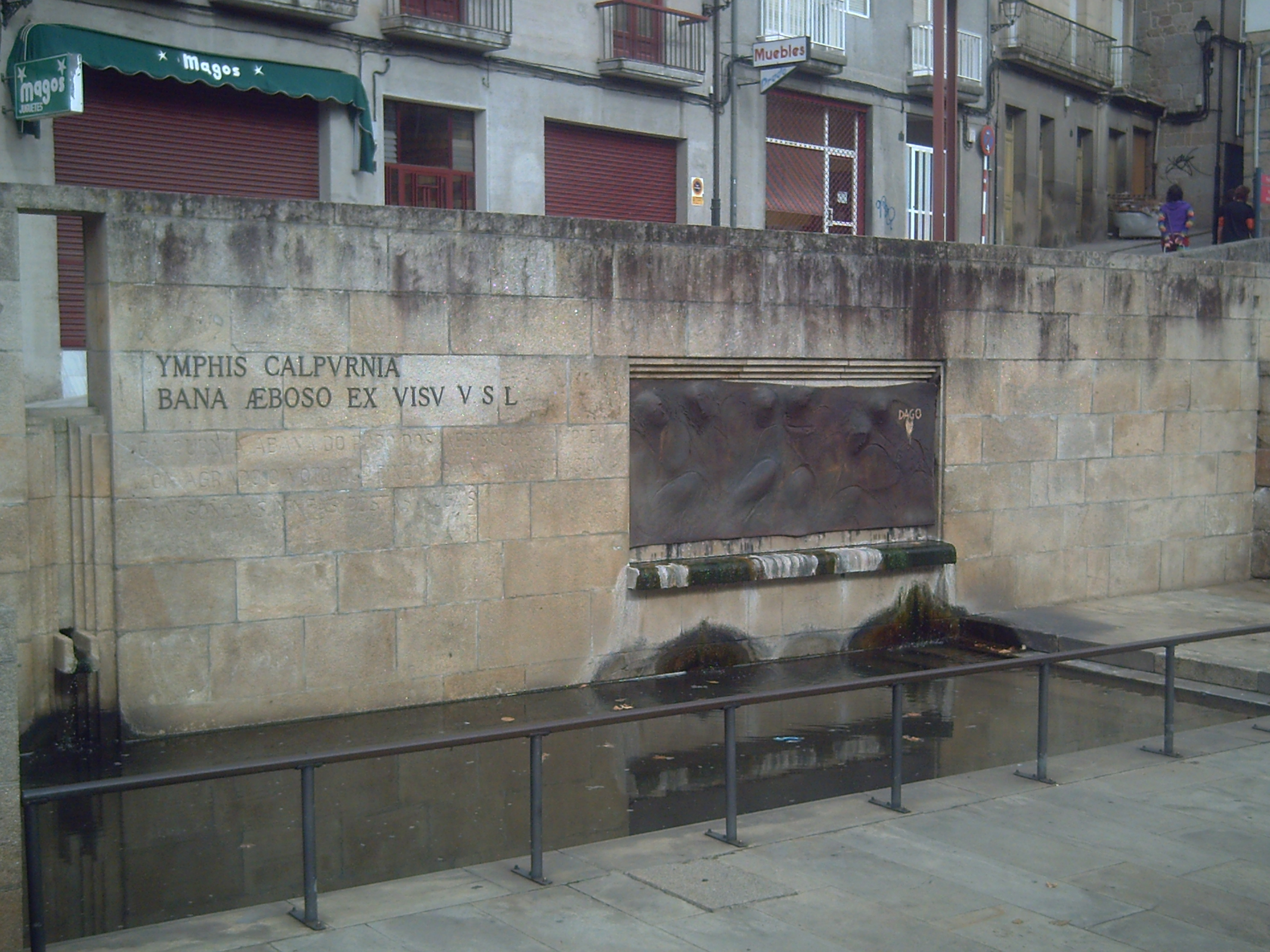
Inscrição latina de Calpurnia
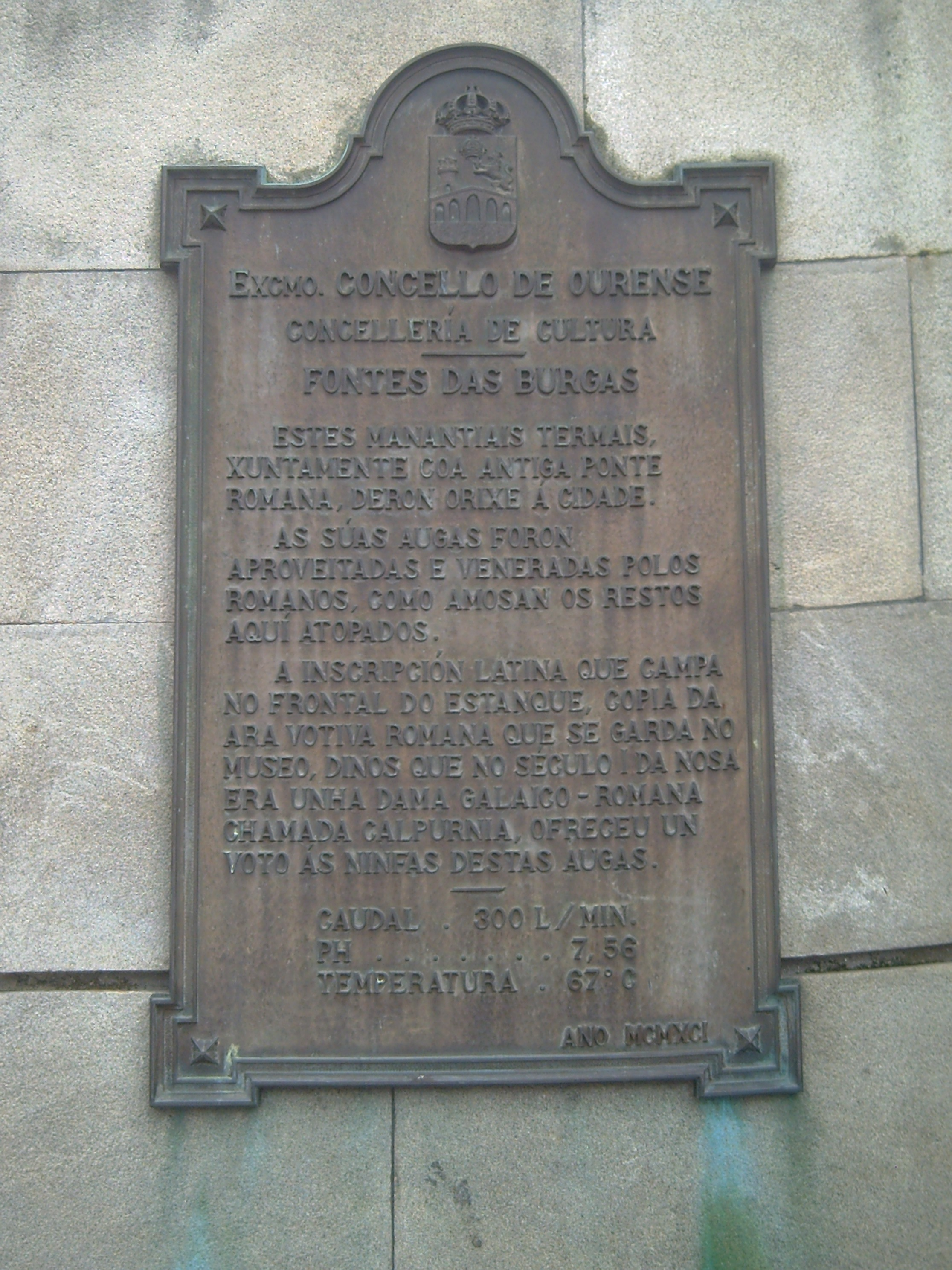
Origem e informação sobre as Burgas
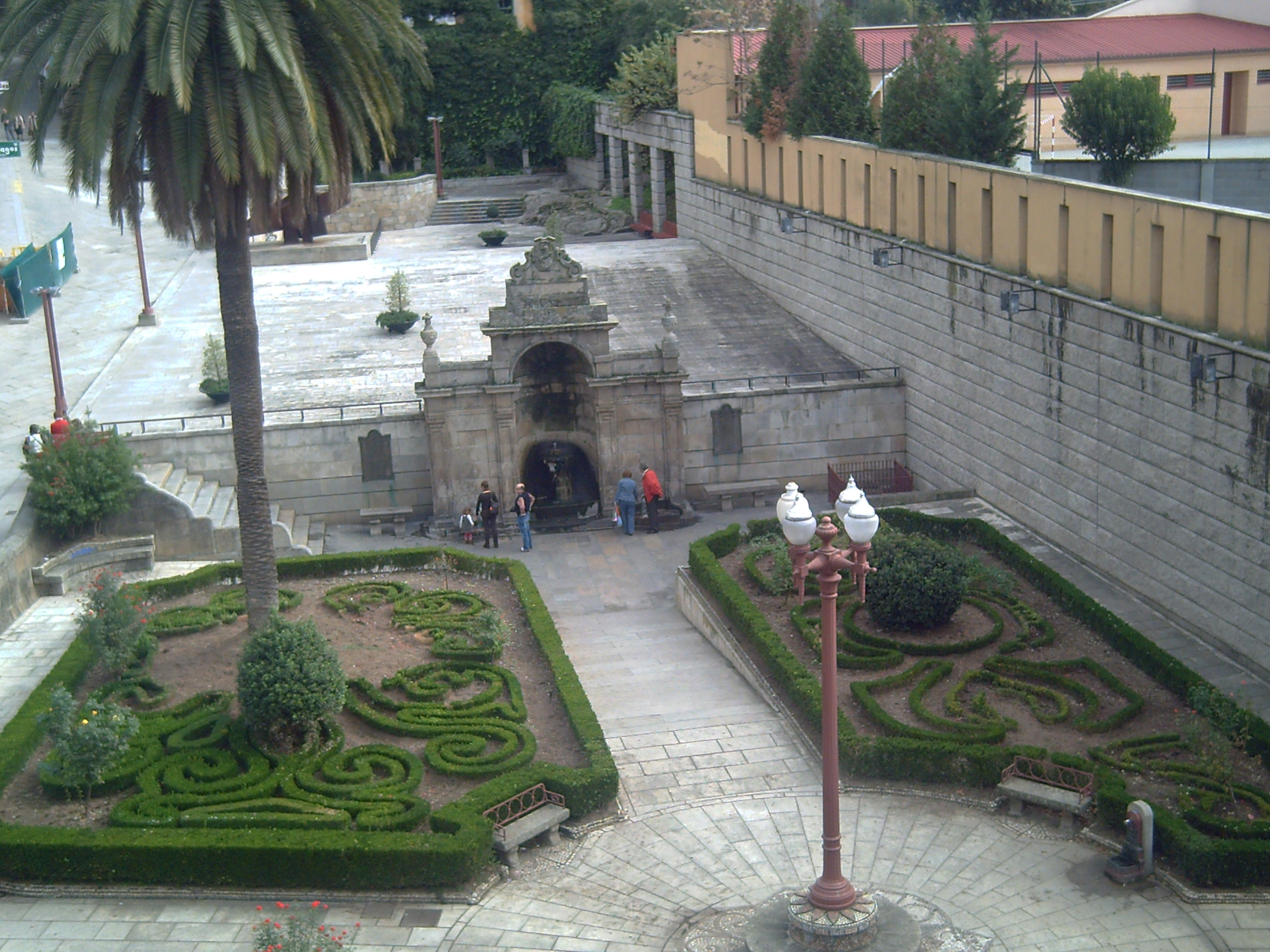
Jardins das Burgas